# Shorttrack op de Olympische Winterspelen 2010 - 1000 m mannen
De 1000 meter mannen tijdens de Olympische Winterspelen 2010 begon op woensdag 17 februari in het Pacific Coliseum, de finale vond plaats op zaterdag 20 februari. Titelhouder was de Zuid-Koreaan Ahn Hyun-soo.

## Uitslagen

### Heats
Heat 1
| # | Naam            | Land | Tijd     | Opm. |
| - | --------------- | ---- | -------- | ---- |
| 1 | Charles Hamelin | CAN  | 1:25.256 | Q    |
| 2 | Sjinkie Knegt   | NED  | 1:25.449 | Q    |
| 3 | Jon Eley        | GBR  | 1:25.588 |      |
| 4 | Ma Yunfeng      | CHN  | 1:25.814 |      |

Heat 2
| # | Naam             | Land | Tijd     | Opm. |
| - | ---------------- | ---- | -------- | ---- |
| 1 | François Hamelin | CAN  | 1:25.714 | Q    |
| 2 | Tyson Heung      | GER  | 1:25.938 | Q    |
| 3 | Viktor Knoch     | HUN  | 1:26.279 |      |
| 4 | Aidar Bekzhanov  | KAZ  | 1:26.536 |      |

Heat 3
| # | Naam               | Land | Tijd     | Opm.  |
| - | ------------------ | ---- | -------- | ----- |
| 1 | Sung Si-bak        | KOR  | 1:24.245 | Q, OR |
| 2 | Blake Skjellerup   | NZL  | 1:27.875 | Q     |
| 3 | Nicola Rodigari    | ITA  | 1:41.117 | ADV   |
| 4 | Maxime Chataignier | FRA  | NF       | DSQ   |

Heat 4
| # | Naam          | Land | Tijd     | Opm. |
| - | ------------- | ---- | -------- | ---- |
| 1 | Han Jialiang  | CHN  | 1:26.479 | Q    |
| 2 | Nicolas Bean  | ITA  | 1:26.781 | Q    |
| 3 | Travis Jayner | USA  | 1:26.870 |      |
| 4 | Tom Iveson    | GBR  | 1:27.841 |      |

Heat 5
| # | Naam               | Land | Tijd     | Opm. |
| - | ------------------ | ---- | -------- | ---- |
| 1 | Yuri Confortola    | ITA  | 1:27.073 | Q    |
| 2 | Thibaut Fauconnet  | FRA  | 1:27.080 | Q    |
| 3 | Semjon Jelistratov | RUS  | 1:27.254 |      |
| 4 | Assen Pandov       | BUL  | 1:28.580 |      |

Heat 6
| # | Naam             | Land | Tijd     | Opm. |
| - | ---------------- | ---- | -------- | ---- |
| 1 | Apolo Anton Ohno | USA  | 1:25.940 | Q    |
| 2 | Liang Wenhao     | CHN  | 1:26.249 | Q    |
| 3 | Paul Herrmann    | GER  | 1:26.739 |      |
| 4 | Roeslan Zacharov | RUS  | 1:26.883 |      |

Heat 7
| # | Naam              | Land | Tijd     | Opm. |
| - | ----------------- | ---- | -------- | ---- |
| 1 | Lee Jung-su       | KOR  | 1:24.962 | Q    |
| 2 | J.R. Celski       | USA  | 1:25.113 | Q    |
| 3 | Pieter Gysel      | BEL  | 1:25.613 |      |
| 4 | Takahiro Fujimoto | JPN  | 1:26.359 |      |

Heat 8
| # | Naam           | Land | Tijd     | Opm. |
| - | -------------- | ---- | -------- | ---- |
| 1 | Lee Ho-suk     | KOR  | 1:25.925 | Q    |
| 2 | Haralds Silovs | LAT  | 1:25.951 | Q    |
| 3 | Yuzo Takamido  | JPN  | 1:26.074 |      |
| 4 | Lachlan Hay    | AUS  | 1:26.132 |      |

### Kwartfinales
Heat 1
| # | Naam             | Land | Tijd     | Opm. |
| - | ---------------- | ---- | -------- | ---- |
| 1 | Charles Hamelin  | CAN  | 1:25.300 | Q    |
| 2 | Apolo Anton Ohno | USA  | 1:25.502 | Q    |
| 3 | Nicolas Bean     | ITA  | 1:25.827 |      |
| 4 | Tyson Heung      | GER  | 1:26.098 |      |

Heat 2
| # | Naam              | Land | Tijd     | Opm. |
| - | ----------------- | ---- | -------- | ---- |
| 1 | Lee Jung-su       | KOR  | 1:25.822 | Q    |
| 2 | Han Jialiang      | CHN  | 1:25.856 | Q    |
| 3 | Sjinkie Knegt     | NED  | 1:26.176 |      |
| 4 | Thibaut Fauconnet | FRA  | 1:26.213 |      |
| 5 | Nicola Rodigari   | ITA  | NF       | DSQ  |

Heat 3
| # | Naam             | Land | Tijd     | Opm. |
| - | ---------------- | ---- | -------- | ---- |
| 1 | Sung Si-bak      | KOR  | 1:24.570 | Q    |
| 2 | J.R. Celski      | USA  | 1:24.621 | Q    |
| 3 | Yuri Confortola  | ITA  | 1:24.788 |      |
| 4 | Blake Skjellerup | NZL  | 1:27.374 |      |

Heat 4
| # | Naam             | Land | Tijd     | Opm. |
| - | ---------------- | ---- | -------- | ---- |
| 1 | Lee Ho-suk       | KOR  | 1:24.980 | Q    |
| 2 | François Hamelin | CAN  | 1:25.037 | Q    |
| 3 | Liang Wenhao     | CHN  | 1:25.060 |      |
| 4 | Haralds Silovs   | LAT  | 1:50.292 |      |

### Halve finales
Heat 1
| # | Naam             | Land | Tijd     | Opm. |
| - | ---------------- | ---- | -------- | ---- |
| 1 | Lee Ho-suk       | KOR  | 1:25.347 | QA   |
| 2 | Lee Jung-su      | KOR  | 1:25.560 | QA   |
| 3 | François Hamelin | CAN  | 1:45.324 | ADV  |
| 4 | J.R. Celski      | USA  |          | DSQ  |

Heat 2
| # | Naam             | Land | Tijd     | Opm. |
| - | ---------------- | ---- | -------- | ---- |
| 1 | Apolo Anton Ohno | USA  | 1:25.033 | QA   |
| 2 | Charles Hamelin  | CAN  | 1:25.062 | QA   |
| 3 | Sung Si-bak      | KOR  | 1:25.068 | QB   |
| 4 | Han Jialiang     | CHN  | 1:25.462 | QB   |

### Finales

#### A-Finale
| #      | Naam             | Land | Tijd     | Opm. |
| ------ | ---------------- | ---- | -------- | ---- |
| Goud   | Lee Jung-su      | KOR  | 1:23.747 | OR   |
| Zilver | Lee Ho-suk       | KOR  | 1:23.801 |      |
| Brons  | Apolo Anton Ohno | USA  | 1:24.128 |      |
| 4      | Charles Hamelin  | CAN  | 1:24.329 |      |
| 5      | François Hamelin | CAN  | 1:25.206 |      |

#### B-Finale
| # | Naam         | Land | Tijd     | Opm. |
| - | ------------ | ---- | -------- | ---- |
| 6 | Han Jialiang | CHN  | 1:32.023 |      |
| 7 | Sung Si-bak  | KOR  | NF       | DSQ  |